# World Top Four maschile
La World Top Four è stata una competizione pallavolistica per squadre nazionali organizzata dalla FIVB e si è svolta con cadenza biennale dal 1988 al 1994.

## Edizioni
| Edizione      | Edizione      | Podio            | Podio       | Podio     |
| Anno          | Organizzatore | Campione         | Seconda     | Terza     |
| ------------- | ------------- | ---------------- | ----------- | --------- |
| 1988 Dettagli | Hiroshima     | Unione Sovietica | Stati Uniti | Argentina |
| 1990 Dettagli | Osaka         | Unione Sovietica | Italia      | Cuba      |
| 1992 Dettagli | Tokyo         | Brasile          | Paesi Bassi | Giappone  |
| 1994 Dettagli | Osaka         | Italia           | Paesi Bassi | Giappone  |

## Medagliere
| Pos. | Squadra          | 1º posto | 2º posto | 3º posto | Totale |
| ---- | ---------------- | -------- | -------- | -------- | ------ |
| 1    | Unione Sovietica | 2        | -        | -        | 2      |
| 2    | Italia           | 1        | 1        | -        | 2      |
| 3    | Brasile          | 1        | -        | -        | 1      |
| 4    | Paesi Bassi      | -        | 2        | -        | 2      |
| 5    | Stati Uniti      | -        | 1        | -        | 1      |
| 6    | Giappone         | -        | -        | 2        | 2      |
| 7    | Argentina        | -        | -        | 1        | 1      |
| 7    | Cuba             | -        | -        | 1        | 1      |